# Me Chama de Amor
"Me Chama de Amor" é uma canção da banda brasileira de axé Babado Novo. Foi lançada como o segundo single do álbum "Uau! Ao Vivo em Salvador" no dia 21 de maio de 2005.

## Composição
A canção foi composta por Alexandre Peixe e Beto Garrido. A princípio, o Babado Novo iria gravar outra canção de Alexandre Peixe, que acabou sendo gravada pelo Chiclete com Banana. Para compensar, Alexandre escreveu "Me Chama de Amor" exclusivamente para o Babado.